# Eparquía de Nóvgorod
La eparquía de Nóvgorod (en ruso: Новгородская епархия) es una circunscripción eclesiástica de la Iglesia ortodoxa en Rusia. Se trata de una eparquía rusa sufragánea y sede propia del metropolitanato de Nóvgorod y Stáraya Rusa. Desde el 20 de julio de 1990 su obispo es el metropolitano Lev (Tserpitsky).

## Territorio y organización
La eparquía extiende su jurisdicción sobre los fieles de rito bizantino ruso residentes en la parte occidental de la óblast de Nóvgorod, comprendiendo los distritos de Nóvgorodsky, Starorussky, Batetsky, Valdaisky, Volotovsky, Demyansky, Krestetsky, Malovishersky, Maryovsky, Parfinsky, Poddorsky, Soletsky, Kholmsky, Chudovsky y Shimsky.
La sede de la eparquía se encuentra en la ciudad de Veliki Nóvgorod (también llamada Nóvgorod el Grande), en donde se halla la Catedral de Santa Sofía, consagrada en 1052.
La eparquía existen 6 monasterios y 93 iglesias agrupadas en 5 decanatos: Valdai, Demyansk, Nóvgorod, Soletskoye y Starorusskoe.

## Historia
El arzobispo de Nóvgorod es la cabeza de la eparquía de Nóvgorod el Grande y es una de las más antiguas sedes de la Iglesia ortodoxa rusa. El arzobispo ha estado, de hecho entre las figuras más importantes de la cultura y la historia de Rusia medieval, y sus sucesores (obispos, arzobispos o metropolitanos) siguieron jugando importantes papeles en la historia rusa hasta el día presente. Los arzobispos medievales patrocinaron la construcción de un número significativo de iglesias dentro y alrededor de la ciudad (algunas de las cuales pueden ser vistas todavía) y sus detalles artísticos y culturales influenciarían la arquitectura y el arte ruso posteriores. También patrocinaron la escritura de crónicas, una fuente crucial sobre la historia medieval rusa.

### Período republicano
La sede del obispo de Nóvgorod fue creada en el tiempo de la Cristianización del Rus de Kiev (988), aunque las crónicas no dan fechas concretas para el establecimiento, yendo de 989 a 992. El primer obispo, Joaquín Korsúnianin (circa 989-1030), construyó la primera Catedral de Santa Sofía en madera, "con trece torres". Esa catedral se quemó en 1045, y la actual, de piedra, el más antiguo edificio ruso todavía en uso, fue construida por el príncipe Vladímir Yaroslávich entre 1045 y 1050. Fue consagrada por el obispo Luká Zhidiata (1035-1060) en el día de la Exaltación de la Santa Cruz, el 14 de septiembre de 1052 (un fresco del siglo XI dentro de la puerta sur muestra a San Constantino y su madre Helena quienes encontraron la Vera Cruz en el siglo IV).
La sede permaneció como obispado hasta 1165 cuando el metropolitano Kiril elevó a Iliá a la dignidad de arzobispo. Formalmente, ya que el status de la Iglesia de Nóvgorod no cambió y siguió dependiendo de la metrópolis de Kiev y toda Rus (Metropolis of Moscow and all Rus'). Mientras un número de arzobispos de la Iglesia Ortodoxa eran autocéfalos, y respondían al patriarca regional más que al metropolitano local, el de Nóvgorod era solo un mero titular y siempre estuvo subordinado a la metrópolis de Kiev y posteriormente a la de Moscú. De hecho, existen cartas del patriarca de Constantinopla en las que siempre es relacionado como un obispado, y hay algunas recordando a algunos arzobispos recalcitrantes su subordinación al metropolitano ruso. Hacia 1400, los arzobispos empiezan a llamarse a sí mismos "Arzobispo de Nóvgorod el Grande y Pskov". En 1156, el obispo Arcadi (1156-1165) fue elegido por el veche (asamblea pública), ya que el trono metropolitano de Kiev estaba vacante. En los siguientes siglos, se llevó a cabo un proceso de elección local tanto por el veche, por el clero local o por las facciones poderosas (reparto de lotes). Se usó por última vez en la elección del arzobispo Serguéi en 1483, el primer arzobispo moscovita de Nóvgorod. Esta elección local daba a los arzobispos una autonomía considerable en asuntos eclesiásticos, aunque fueran consagrados por el metropolitano local y mantuvieran lazos de unión con la iglesia rusa durante todo ese periodo.
Pese a que algunas crónicas rusas hablan de todos los prelados novgorodenses como arzobispos, en realidad no fue arzobispado hasta 1165, como ya hemos dicho. Hay constancia de que Nefón (arz. 1130-1156) tenía el título de arzobispo a título personal antes de serlo. Un antimension (tela bordada del altar) de la catedral de San Nicolás en el Mercado lleva una inscripción sobre Nefón, al que llama arzobispo. Después de la creación del arzobispado sólo Martiri (antes de la creación de la metrópolis en 1589) aparece sin la dignidad de arzobispo, ya que en ninguno de los sellos encontrados en las excavaciones arqueológicas se halla otro cargo que el de obispo.

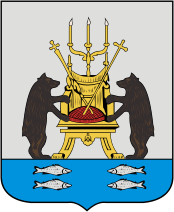
Escudo de armas de Nóvgorod el Grande, mostrando el trono y los atributos del arzobispo

Políticamente, el arzobispo de Nóvgorod creció en poder, durante el periodo de independencia de Nóvgorod (tradicionalmente de 1136 a 1478), hasta justo antes de la invasión mongola de la Rus de Kiev (1237-1240) y entonces decayó hasta más o menos el arzobispado de Vasili Kalika (1330-1352). Entonces volvió a recuperar poder a principios del siglo XV. 
Durante este tiempo los arzobispos llevaron a cabo varias funciones políticas importantes: encabezaron embajadas de paz y rescataron cautivos, patrocinaron proyectos de construcción civil como el Detinets (kremlin) de Nóvgorod, la fortaleza de Oréjov (o Oréshek), en Shlisselburg, que fue reconstruida en piedra por mandato de Vasili Kaika en 1352, las murallas de la ciudad construidas alrededor de Nóvgord en la década de 1330, y otras empresas. Administraron las cortes eclesiásticas, lo que en Nóvgorod significaba el atender casos que en cualquier otro lugar en el mundo ortodoxo se hubiesen dejado para los tribunales seculares. Firmaron tratados representando a la ciudad. Supervisaron el establecimiento de estándares en pesos y medidas en el mercado de la ciudad. Sus vicarios también administraron posesiones fuera de la ciudad como Stáraya Ládoga, y generalmente compartieron sus decisiones con los boyardos que gobernaban la ciudad.

### Período moscovita
Después de la conquista de Nóvgorod en 1478, la sede cayó algo en declive. Los primeros tres arzobispos moscovitas fueron retirados del cargo en desgracia, aunque el segundo, Gennadi (1484-1504), suprimió exitosamente la herejía de la secta de Sjariya el Judío (llamada Zhidóvstvuyuschie en ruso) y compiló el primer cuerpo completo de la Biblia en antiguo eslavo eclesiástico (la Biblia de Gennadi, hoy en el Museo Estatal de Historia). Su sucesor, Serapión, fue retirado del cargo después de tan sólo tres años y el puesto estuvo vacante durante diecisiete años (1509-1526).
La sede se reanimó algo bajo Macario, Metropolitano de Moscú (arzobispo 1526-1542, metropolitano de Moscú y de toda Rusia, 1542-1563), quien construyó varias iglesias en la ciudad y patrocinó la escritura de la vida de santos, empezando varias obras literarias importantes en Nóvgorod que completaría en Moscú. Las más notable entre ellas son Velíkie  Chetyi Minéi, una serie de doce volúmenes de vidas de santos y plegarias divididas en meses, y el Stepennaya Kniga ("El libro de grados de la genealogía real"), una genealogía del zar y sus ancestros, uniéndola a los romanos.

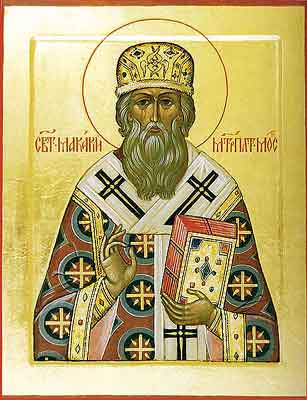
Metropolitano Macario de Moscú, quien antes de su metropolitanato fue arzobispo de Nóvgorod

Como el resto de Rusia, el arzobispado sufríó carestía en los años del reinado de Iván el Terrible y el subsiguiente Período Tumultuoso. Nóvgorod parece haber sufrido más que la mayoría, ya que la Opríchnina hizo una masacre entre los ciudadanos de la ciudad y saqueó la Catedral de Santa Sofía y otros lugares de la ciudad. En ese tiempo, el zar depuso al arzobispo Pimen y lo envió a Aleksándrov donde fue torturado. Pimen murió en 1572 en extrañas circunstancias en el monasterio de San Nicolás en Tula. Su sucesor, el arzobispo Leónidas, fue decapitado en Moscú en la Plaza Sobórnaya (de las Catedrales) del Kremlin por orden del zar en octubre de 1575. El sucesor de Leónidas, Alejandro, fue elevado al rango de obispo metropolitano en 1589, llegando a ser "Metropolitano de Nóvgorod el Grande y Velikie Luki". Pskov obtuvo su propia eparquía en 1589, por lo que ya no formaría parte del título de Nóvgorod.
Durante el Período Tumultuoso, Nóvgorod fue ocupada por los suecos, y el metropolitano novgordorense Isidoro jugó un papel cave en la negociación por parte de la ciudad con los suecos en 1611 y en la administración de la ciudad durante la ocupación sueca. La ciudad no volvió a manos rusas hasta años después del establecimiento de la dinastía Románov, y se dice que el zar Miguel desconfió de Isidoro por su papel bajo el control sueco.

### Período imperial
La sede quedó como metropolitanato hasta 1720, cuando fue de nuevo reducida a arzobispado. Fue elevada otra vez al nivel de metropolitanato en 1762, cambiando el título cuando se le incluyó San Petersburgo y posteriormente con Finlandia y Estonia. Fue separada de San Petersburgo en 1892.

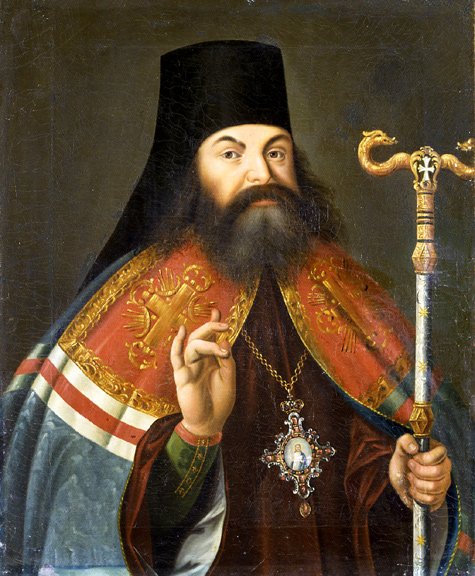
Teófanes Prokopóvich, autor de las Regulaciones Espirituales y colaborador en la instauración del Sínodo del Santo Gobierno, después arzobispo de Nóvgorod

La nueva ciudad de San Petersburgo, cuando fue fundada a finales de la primavera de 1703, estaba inicialmente en la eparquía de Nóvgorod, consagrando la primera Catedral de San Pedro y San Pablo (la actual es posterior) en la Fortaleza de San Pedro y San Pablo el metropolitano Iov en abril de 1704. El vicario de Iov Teófanes Prokopóvich, llegaría a ser uno de los consejeros clave de Pedro el Grande en asuntos de religión, ayudando a establecer las Regulaciones Espirituales y el Santo Sínodo Gobernante, institución que gobernaría la iglesia desde 1721 a 1917. Prokopóvich fue nombrado arzobispo de Nóvgorod en 1725, después de la muerte de Pedro.
El arzobispo Dmitri (arz. 1757-1767), sirvió como consejero espiritual de Catalina la Grande en los primeros años de su reinado y la coronó emperatriz en 1762.

### Período soviético y postsoviético
La eparquía novgorodiense fue combinada otra vez con Leningrado después de la relegalización de la iglesia en 1943. Fue brevemente separada en los años de 1950 y vuelta a juntar en los de 1960. Finalmente fue separada en 1990, cuando fue reconstituida como obispado. Se le volvió a conceder el rango de arzobispado en 1995. El título actual fue "arzobispo de Nóvgorod el Grande y Stáraya Rusa".
Entre 1922 y 1936, fueron nombrados trece obispos por la Iglesia Viva, o Iglesia renovacionista, un movimiento (ahora condenado como cismático) que era promocionado por las autoridades soviéticas para separar y debilitar a la Iglesia Rusa. El último de ellos, Veniamín Molchánov, fue posteriormente arzobispo de Alma Ata, pero no se sabe nada más de él después de octubre de 1936. Se cree que fue fusilado. Los renovacionistas lucharon contra la Iglesia patriarcal principal antes de ser suprimidos cuando la Iglesia patriarcal fue legalizada en 1943.
En la Iglesia patriarcal, el arzobispo Arsenio II (Stadnitski) era uno de los candidatos cuando Tijon fue elegido patriarca en el concilio de Moscú de 1917. Él, como muchos otros de los jerarcas de la iglesia sufrió diversas detenciones en la década de 1920. Fue exiliado a Asia central en 1926 y nombrado obispo de Tashkent en 1933, donde murió en 1936. Una placa lo conmemora en el viejo palacio episcopal y se celebra un festival en su honor en el presente Nóvgorod. Durante su largo y ausente arzobispado y metropolitanato, la eparquía fue administrada por diversos vicarios, incluyendo al Alejo Simanski, quien fue arzobispo de Jutyn. Alejo fue brevemente metropolitano de Nóvgorod en 1933, y fue sucedido por Benedicto, que fue fusilado en 1937 en Kazán o en Leningrado. Después de Benedicto, Alejo fue nombrado metropolitano de Leningrado y Nóvgorod en 1943. Fue uno de los tres obispos que se reunieron con Stalin el 4 de septiembre de 1943, una reunión que conduciría a la relegalización de la Iglesia Ortodoxa Rusa. En 1945, Alejo fue elegido patriarca de Moscú y toda Rusia, cargo que ocuparía (el que más tiempo lo ha sido) hasta su muerte en 1970. El patriarca Alejo II, fue metropolitano de Leningrado y Nóvgorod inmediatamente antes de su elección en 1990. Como patriarca Alejo II concedió la independencia de Nóvgorod de Leningrado/San Petersburgo y reconsagró la Catedral de Santa Sofía. Desde 2009 el puesto de patriarca de Moscú y toda Rusia lo ocupa Cirilo I de Moscú.
El arzobispo actual es Lev (Tserpitski). Fue transferido de Tashkent en 1990 para ser obispo de Nóvgorod y ser elevado a arzobispo en 1995. Ha supervisado la reapertura de varias iglesias en Nóvgorod y la eparquía, la devolución de la Catedral de Santa Sofía a la Iglesia Ortodoxa Rusa, la apertura de un seminario en el monasterio Zverin al norte de las antiguas murallas en la orilla izquierda del río Vóljov, el restablecimiento de una biblioteca en la Catedral de Santa Sofía, y otras actividades. Ha recibido diferentes premios de la Iglesia y del gobierno ruso por sus actividades.

### Nombres
Inicialmente desde su fundación la eparquía se llamó «Nóvgorod»; desde finales de la década de 1440: «Nóvgorod y Pskov»; desde el 26 de enero de 1589: «Nóvgorod y Velíkiye Luki»; desde el 1 de enero de 1775: «Nóvgorod y San Petersburgo»; desde el 16 de octubre de 1799: «Nóvgorod y Olonetsk»; desde el 19 de diciembre de 1800: «Nóvgorod, San Petersburgo, Estonia y Víborg»; ddesde el 4 de diciembre de 1803: «Nóvgorod, San Petersburgo, Estonia y Finlandia»; desde el 26 de marzo de 1818: «Nóvgorod y Olonetsk»; desde el 25 de junio de 1818: «Nóvgorod, San Petersburgo, Estonia y Finlandia»; desde el 4 de noviembre de 1848: «Nóvgorod»; desde el 20 de noviembre de 1848: «Nóvgorod, San Petersburgo, Estonia y Finlandia»; desde el 24 de junio de 1865: «Nóvgorod, San Petersburgo y Finlandia»; desde el 21 de noviembre de 1892: «Nóvgorod y Stáraya Rusa».

## Episcopologio

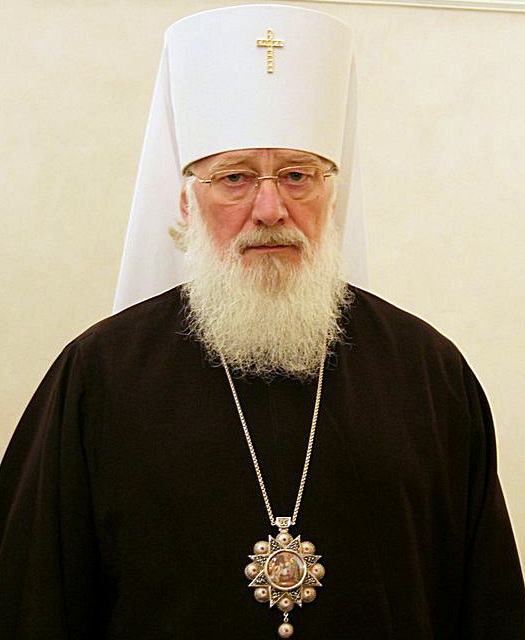
Lev (Tserpitsky), metropolitano de Novgorod y Stáraya Rusa desde 2012

### Obispos de Nóvgorod (989-1165)
- Joaquín Korsúnianin † (989-1030)
  - Efraín el Griego † (1030-1035) (obispo gobernante temporal)[nota 2]
- Lucas Zhidiata † (1035?-15 de octubre de 1059)
- Esteban † (1060/1061-1068/1069)
- Teodoro † (1069-1078)
- Herman † (1078-1096)
- Nikita † (1096-30 de enero de 1108)
- Juan I (Papino) † (1108/1110-1130)
- Nifont † (1130/1131-21 de abril de 1156)
- Arcadio † (10 de agosto de 1158-19 de septiembre de 1163)
- Juan II (Iliá) † (1163-1165 nombrado arzobispo)

### Arzobispos de Veliki Nóvgorod y Pskov (1165-1586)
- Juan II (Iliá) † (1165-7 de septiembre de 1186)
- Gregorio † (29 de marzo de 1187-24 de mayo de 1193)
- Martirio † (10 de diciembre de 1193-24 de agosto de 1199)
- Mitrofán † (3 de julio de 1201-enero de 1211 expulsado de la sede)
- Antonio † (1211-1219 destituido del cargo por la población)
- Mitrofán † (1219/1220-3 de julio de 1223) (por segunda vez)
  - Arsenio Chernets † (3 de julio de 1223-1225 no ordenado, expulsado de la sede)
- Antonio † (1225-1228) (por segunda vez)
- Arsenio Chernets † (1228 expulsado de la sede por segunda vez)
- Antonio † (1228-1229) (por tercera vez)
- Espiridón † (25 de febrero de 1230-1249)
- Dalmacio † (25 de mayo de 1251-21 de octubre de 1274)
- Clemente † (2 de agosto de 1276-22 de mayo de 1299)
- Feoktist † (28 de junio de 1300-invierno de 1307-1308)
- David † (5 de junio de 1309-5 de febrero de 1325)
- Moisés † (1325-1331)
- Basilio Kalika † (25 de agosto de 1331-3 de julio de 1352)
- Moisés † (1352-1359) (por segunda vez)
- Alejo † (1359-1375)
- Alejo † (1375-1388) (por segunda vez)
- Juan III † (17 de enero de 1388-1415)
- Simeón † (22 de marzo de 1416-15 de junio de 1421)
  - Teodosio I † (después del 15 de junio al 1 de septiembre de 1421-30 de agosto de 1423 no ordenado, destituido de la sede por la población)
- Eutimio I (Bradaty) † (septiembre de 1423-1 de noviembre de 1429)
- Eutimio II † (13 de noviembre de 1429-11 de marzo de 1458)
- Jonás † (mayo de 1458-5 de noviembre de 1470)
- Teófilo † (15 de noviembre de 1470-19 o 24 de enero de 1480 depuesto y arrestado)[nota 3]
- Sergio † (4 de septiembre de 1483-24 de junio de 1484)
- Guennadi (Gonzov?) † (12 de diciembre de 1484-26 de junio de 1504)
- Serapión I † (15 de enero de 1506-julio de 1509 depuesto)
  - Sede vacante (1509-1526)
- Macario I † (1526-19 de marzo de 1542)
- Teodosio II † (18 de junio de 1542-mayo de 1551 depuesto)
- Serapion II † (Kurtsev) (14 de junio de 1551-29 de octubre de 1552)
- Pimen Cherny † (20 de noviembre de 1552-25 de septiembre de 1571)
- Leónidas † (4 de diciembre de 1571-20 de octubre de 1575)
- Alejandro (Berdov) † (12 de septiembre de 1576-1586)

### Metropolitanos de Nóvgorod y Pskov (1586-1721)
- Alejandro (Berdov) † (1586-2 de junio de 1591)
- Varlaam (Belkovsky) † (20 de febrero de 1592-15 de abril de 1601)
- Isidoro † (6 de febrero de 1603-10 de abril de 1619)
- Macario II † (22 de julio de 1619-12 de septiembre de 1626)
- Cipriano † (Starorusennikov) (20 de octubre de 1626-17 de diciembre de 1634)
- Affonio † (8 de marzo de 1635-7 de enero de 1649)
- Nikon (Minin) † (11 de marzo de 1649-25 de julio de 1652)
- Macario III † (8 de agosto de 1652-14 de noviembre de 1662)
- Pitirim † (6 de agosto de 1664-7 de julio de 1672)
- Joaquín † (Savelov) (22 de diciembre de 1672-26 de julio de 1674)
- Cornelio † (6 de agosto de 1674-3 de marzo de 1695)
- Eutimio III (Rylkov) † (14 de abril de 1695-6 de diciembre de 1696)
- Job † (5 de junio de 1697-3 de febrero de 1716)
  - Sede vacante (1716-1721)

### Arzobispos de Veliki Nóvgorod y Velíkiye Luki (1721-1762), desde el 8 de octubre de 1762: metropolitanos de Veliki Nóvgorod y Velíkiye Luki
- Feodosio III (Yanovsky) † (31 de diciembre de 1720-12 de mayo de 1725)
- Teófanes Prokopóvich † (25 de junio de 1725-8 de septiembre de 1736)
  - Sede vacante (1736-1740)
- Ambrosio (Yushkévich) † (29 de mayo de 1740-17 de mayo de 1745)
- Stefan (Kalinowski) † (18 de agosto de 1745-16 de septiembre de 1753)
  - Sede vacante (1753-1757)
- Dmitry (Sechenov) † (22 de octubre de 1757-14 de diciembre de 1767)
  - Sede vacante (1767-1774)

### Metropolitanos de San Petersburgo y Nóvgorod (1775-1799)
(1 de enero de 1775-16 de octubre de 1799 sin fusionarse con la diócesis de San Petersburgo, estaba bajo el control de los metropolitanos de San Petersburgo)
- Gavriil (Petrov) † (16 de octubre de 1799-19 de diciembre de 1800)

### Metropolitanos de Nóvgorod, San Petersburgo, Estonia y Víborg (1799-1803)
(19 de diciembre de 1800-26 de marzo de 1818 sin fusionarse con la diócesis de San Petersburgo, estaba bajo el control de los metropolitanos de San Petersburgo)
- Ambrosio (Podobedov) † (10 de marzo de 1801-1803)

### Metropolitanos de Nóvgorod, San Petersburgo, Estonia y Finlandia (1803-1865)
- Ambrosio (Podobedov) † (1803-21 de mayo de 1818)

(26 de junio de 1818-1892 sin fusionarse con la diócesis de San Petersburgo, quedó bajo el control de los metropolitanos de San Petersburgo)
- Mikhail (Desnitsky) † (25 de junio de 1818-24 de marzo de 1821)
- Serafín (Glagolevsky) † (19 de junio de 1821-17 de enero de 1843)
- Antoni (Rafalski) † (17 de enero de 1843-4 de noviembre de 1848)
- Nikanor (Klementyevsky) † (4 de noviembre de 1848-17 de septiembre de 1856)
- Grigory (Postnikov) † (1 de octubre de 1856-17 de julio de 1860)
- Isidoro (Nikolsky) † (1 de julio de 1860-julio de 1865)

### Metropolitanos de Nóvgorod, San Petersburgo y Finlandia (1865-1892)
- Isidor (Nikolsky) † (julio de 1865-7 de septiembre de 1892)

### Arzobispos de Nóvgorod y Stáraya Rusa (1892-1923); desde 1923 arzobispos metropolitanos de Nóvgorod
- Feognost (Lebedev) † (21 de noviembre de 1892-13 de agosto de 1900)
- Guriy (Okhotin) † (13 de octubre de 1900-17 de octubre de 1910)
- Arsenio (Stadnitsky) † (5 de noviembre de 1910-11 de agosto de 1933)[nota 4]
  - Seraphim (Velicki) † (junio de 1922-1924) (obispo gobernante temporal)
  - José (Petrovykh) † (1925-1926) (obispo gobernante temporal)
  - Alejo (Simansky) † (septiembre de 1926-agosto de 1933) (obispo gobernante temporal)
- Alejo (Simansky) † (11 de agosto de 1933-5 de octubre de 1933) (metropolitano)
- Venedikt (Plotnikov) † (5 de octubre de 1933-agosto de 1936)
  - Sergiy (Vasiliev) † (1936-1937) (administrador)
  - Nikolai (Yarushevich) † (1937-1940) (administrador)

### Metropolitanos de Leningrado y Nóvgorod (1943-1956)
(1943-1956 se unió a la diócesis de Leningrado)
- Alejo (Simansky) † (10 de diciembre de 1943-4 de febrero de 1945 [en realidad-hasta el 26 de mayo de 1944])
  - Gregory (Chukov) † (26 de mayo de 1944-7 de septiembre de 1945) (obispo gobernante temporal)
- Grigory (Chukov) † (7 de septiembre de 1945-5 de noviembre de 1955)
- Eleutherius (Vorontsov) † (28 de noviembre de 1955-31 de diciembre de 1956)

### Obispos de Novgorod y Stáraya Rusa (1956-1963)
- - Sergiy (Golubtsov) † (22 de noviembre de 1956-23 de agosto de 1959) (obispo gobernante temporal)
- Sergiy (Golubtsov) † (23 de agosto de 1959-24 de febrero de 1963)

### Arzobispos de Novgorod y Stáraya Rusa (1963-1967)
- Sergiy (Golubtsov) † (25 de febrero de 1963-7 de octubre de 1967)

### Metropolitanos de Leningrado y Nóvgorod (1967-1990)
(1967-1990 se unió a la diócesis de Leningrado)
- Nicodemo (Rótov) † (7 de octubre de 1967-5 de septiembre de 1978 falleció)
- Antony (Melnikov) † (29 de septiembre de 1978-29 de mayo de 1986 falleció)
- Alejo † (Ridiger) (29 de julio de 1986-19 de julio de 1990)

### Obispos de Novgorod y Stáraya Rusa (1990-1995)
- Lev (Tserpitsky) (20 de julio de 1990-25 de febrero de 1995)

### Arzobispos de Novgorod y Stáraya Rusa (1995-2012)
- Lev (Tserpitsky) (25 de febrero de 1995-8 de enero de 2012)

### Metropolitanos de Novgorod y Stáraya Rusa (desde 2012)
- Lev (Tserpitsky), desde el 8 de enero de 2012